# Aeroportul Raja Bhoj
Aeroportul Raja Bhoj (IATA: BHO, ICAO: VABP) este un aeroport din Madhya Pradesh, India ce deservește zona Bhopal. Aeroportul a fost tranzitat în decembrie 2022 de 102.998 de pasageri.
Situat la o altitudine de 524 m, aeroportul dispune de 2 piste. Este operat de Airports Authority of India⁠(d).

## Infrastructură

### Piste
Aeroportul dispune de 2 piste. Pista are orientarea 06/24.Pista are orientarea 12/30.